# کاپنزینیدین
کاپنزینیدین (به انگلیسی: Capensinidin) با فرمول شیمیایی C۱۸H۱۷O۷+ (Cl-) یک ترکیب شیمیایی با شناسه پاب‌کم ۴۴۱۶۵۸ است. که جرم مولی آن ۳۴۵٫۳۲ گرم بر مول می‌باشد. 